# 小笠原長教
小笠原 長教（おがさわら ながみち）は、越前勝山藩の第6代藩主。信嶺系小笠原家8代。

## 生涯
宝暦10年（1760年）4月12日、第5代藩主・小笠原信房の長男として生まれる。明和6年（1769年）に世子に指名され、安永5年（1776年）12月には元服して信愛（のぶよし）と名乗った。安永9年（1780年）11月16日、父が病気を理由に隠居したため家督を継いだ。
藩政においては藩内取締法12か条を制定して綱紀を粛正し、藩財政再建のために倹約を行ない、緊縮財政政策を採用した。安永10年（1781年）3月には勝山城下で大火が起こり、それを契機に火消組を編成している。天明3年（1783年）には天明の大飢饉で餓死者を多数出し、遺体を埋めるために掘った穴が足りなくなって困ったという逸話もある。天明6年（1786年）4月には打ちこわしが起こり、寛政2年（1790年）1月には江戸下屋敷が火事で全焼し、寛政3年（1791年）には暴風雨で被害を受け、寛政9年（1797年）には郷盛騒動が起こるなど、藩政は多難だった。
寛政11年（1799年）3月10日に江戸で死去した。享年40。跡を長男の長貴が継いだ。

## 系譜

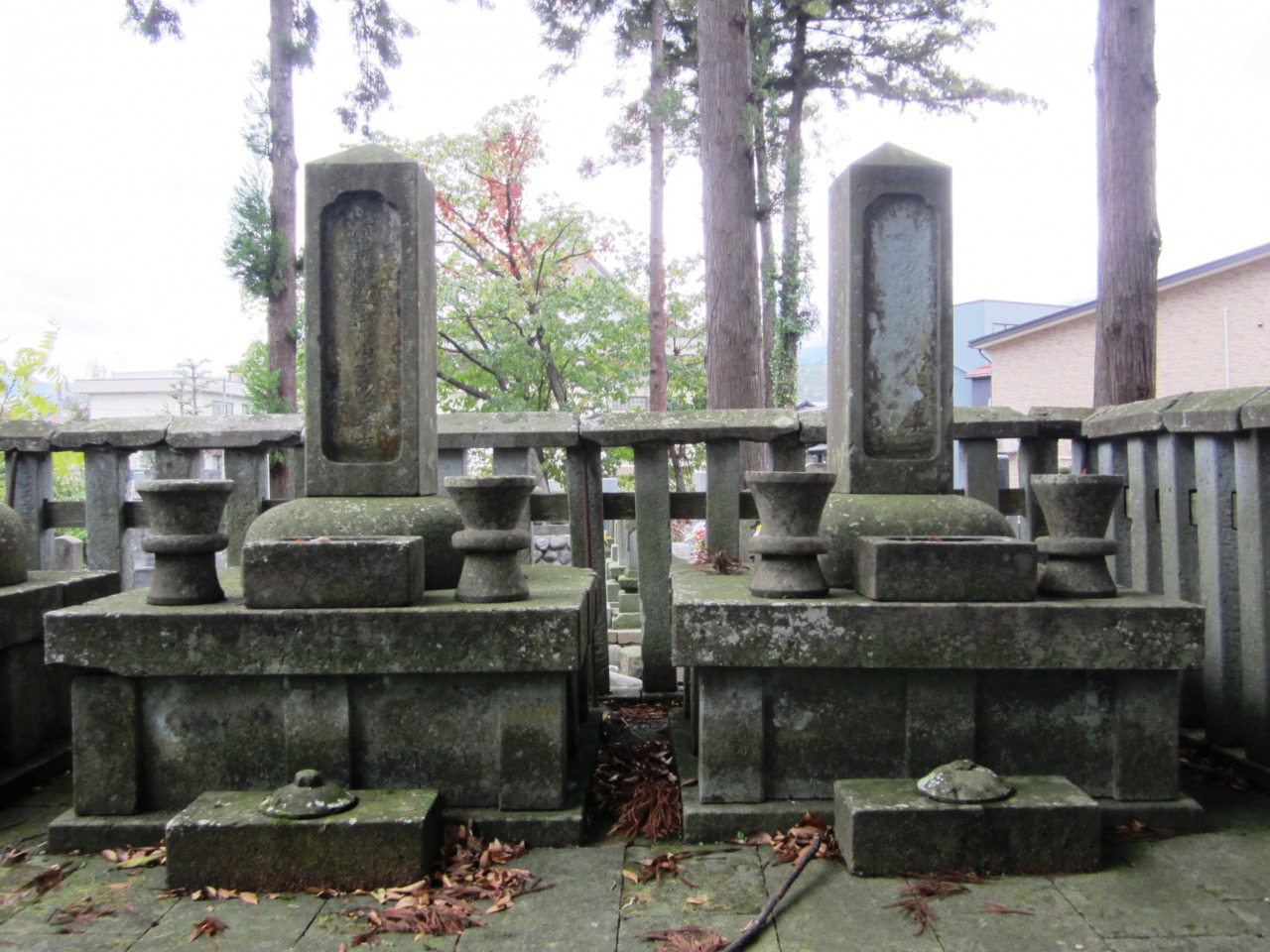
開善寺の長教と長守の墓（右）。左は信房の墓。

父母
- 小笠原信房（父）

正室
- 充 ー 中川久貞の娘

子女
- 小笠原長貴（長男）生母は充（正室）